# Sven-Erik Alhem
Sven-Erik Alhem, född 5 april 1942 i Malmö, är en svensk samhällsdebattör och tidigare överåklagare. 
Alhem avlade juris kandidatexamen i Lund 1968 och gjorde tingstjänstgöring 1969–1971. Han var sakkunnig vid Justitiedepartementet 1976–1978 och därefter administrativ chef och adjungerad ledamot vid Hovrätten över Skåne och Blekinge fram till 1985. Han blev då statsåklagare i Malmö och sedan chefsåklagare i Stockholmen 1992–1994. År 1994 tillträdde han som överåklagare i Stockholm, och 1996 blev han överåklagare i Malmö där han stannade fram till sin pensionering 2008.
Alhem kom att handlägga många uppmärksammade mål och var angelägen om att nå ut i massmedia och möta allmänhetens frågor. Vid Alhems pensionering 2008 fick han följande beskrivning av Madeleine Leijonhufvud, pensionerad professor i straffrätt: "– Sven-Erik Alhem är en ovanlig åklagare genom att han alltid varit beredd att svara på mediernas frågor. Att han haft och nu vid sin pensionering fortfarande har den inställningen beror helt enkelt på att han anser det viktigt och angeläget att öka förståelsen för rättssystemet och att han har ett rättspatos."
I valet 2006 kandiderade han till riksdagen för Folkpartiet men blev inte invald.
Som pensionerad har Alhem blivit en ofta anlitad rättsexpert och expertkommentator i rättsfrågor, bland annat med egen blogg i tidningen Expressen sedan 2008.
Han har även utkommit med rättsromanen Advokaten & fru Justitia (BookLund förlag, 2008).
Alhem är (2021) förbundsordförande i Brottsofferjouren Sverige (tidigare Brottsofferjourernas Riksförbund) – en post han tillträdde 2009.
Sven-Erik Alhem är sambo med leg psykologen Ann-Catrin Lindblom och bosatt i Gävle.